# Fuchiba venteri
Fuchiba venteri là một loài nhện trong họ Trachelidae.
Loài này thuộc chi Fuchiba. Fuchiba venteri được miêu tả năm 2008 bởi Haddad & Lyle.